# Castello di Sarturano
Il castello di Sarturano è un fortilizio situato nell'omonima frazione del comune italiano di Agazzano, in provincia di Piacenza. É situato nella zona pedemontana della val Luretta a 132 m s.l.m.

## Storia
Il castello, edificato in data imprecisata, intorno al XIV secolo, nel 1385 era di proprietà di un certo Eustachio Fulgosio. Nel 1412 Bartolomeo e Filippo Arcelli ottennero dal duca di Milano Filippo Maria Visconti il feudo sul castello di Sarturano, oltreché su altri manieri vicini. Nonostante ciò, la famiglia Fulgosio riuscì a mantenere il castello tra i beni in suo possesso.
Alla morte di Taddea, ultima erede della famiglia Fulgosio, il fortilizio passò alla famiglia Cigala che ne mantiene la proprietà fino al Settecento, periodo in cui il maniero subì profonde modifiche volte a trasformarlo in villa signorile.
Il complesso fu nella seconda metà del Novecento di proprietà della famiglia Quagliaroli. In seguito, in possesso di un privato, viene utilizzato come abitazione dopo un restauro, avvenuto nel biennio 2003-2004, che realizzò due unità abitative nell'edificio, pur preservando l'impianto dell'edificio storico.

## Struttura
L'edificio presenta una struttura a forma di trapezio caratterizzato dalla presenza di torri quadrate agli angoli e era, in origine, circondato da un fossato. La parte bassa della costruzione è in ciottoli, mentre quella alta in mattoni. L'edificio è stato pesantemente rimaneggiato nel Settecento trasformandolo in una villa signorile. Gli unici elementi decorativi superstiti del castello medievale sono dei motivi a dente di sega che si trovano sui lati nord-orientale e sud-occidentale della costruzione.
Il lato nord-ovest dell'edificio è l'unico che mantiene le originarie caratteristiche di maniero medievale: sono presenti due ingresso, uno pedonale e uno carrabile, dotati di una passerella e di un ponte levatoio; sugli altri lati le forme sono state invece modificate con elementi tipici di una residenza fortificata. All'interno si trova un portico dotato di 9 fornici con campate voltate a crociera.